# Библиотека Льюиса Раунда Уилсона
Библиотека Льюиса Раунда Уилсона (англ. Louis Round Wilson Library) ― библиотека Университета Северной Каролины в Чапел-Хилле. Построена в 1929 году. Являлась главной библиотекой университета вплоть до 1984 года, когда была открыта Библиотека Дэвиса.

## История
Здание библиотеки было построено между 1927 и 1929 годами в период реконструкции кампуса университета: всего между 1920 и 1931 годами здесь было возведено 23 строений. Проект здания был выполнен в стиле бозар архитекторами Артуром Кливлендом Нэшем и Уильямом Кендаллом из знаменитой строительной фирмы McKim, Mead & White. Здание соответствует стандартному плану Библиотеки Карнеги. В 1923 году Корпорация Карнеги сообщила об отсутствии возражений на постройку новой библиотеки и преобразования здания другой библиотеки, построенного на средства корпорации в 1907 году. Тем не менее, университет не подавал впоследствии заявку на выделение средств на постройку новой библиотеки. В 1956 году библиотека была названа в честь Люиса Раунда Уилсона, первого её библиотекаря. До переименования, здание было просто известно как «Библиотека».
Уилсон был одним из главных инициатором строительства библиотеки, которая своими обширными фондами могла бы выделиться на фоне всей страны. Библиотека была открыта 19 октября 1929 года, а ровно через 10 дней рухнул биржевой рынок. Государственная поддержка университета резко сократилась и Уилсону пришлось привлекать средства финансирования из частных фондов. Так или иначе, именно во время Великой депрессии библиотека пополнилась наиболее ценными экземплярами.